# 上海から来た女
『上海から来た女』（シャンハイからきたおんな、The Lady from Shanghai）は、1947年のアメリカ合衆国のサスペンス映画。
シャーウッド・キングの小説を基にオーソン・ウェルズが製作・監督し、ウェルズの妻であったリタ・ヘイワースがウェルズと揃って主演した。米国での劇場公開は1948年、日本での劇場公開は1977年に水野晴郎主宰のインターナショナル・プロモーション（IP）によってなされている。
ウェルズは締め切りと予算制限を守って撮影を完了したものの、内容をめぐって製作総指揮のハリー・コーンと対立。このためにコーンにより再撮影が命じられ、さらに1年を要した編集によって本来のミックスから約1時間、特にラストシーンのほとんどが削除されたうえ失われた。このため、他の多くのウェルズ作品同様にオリジナル版の復元は不可能となっている（スチル写真のみいくつか残されている）。

## ストーリー
ある日、マイケルは強盗に襲われていたエルザを助ける。夫がいると知りながらも、美しい彼女に心惹かれるマイケル。そんな折、エルザの夫アーサーから船員として雇われ、ヨットで航海の旅へ出ることになる。ところが、同乗していたグリズビーが何者かに殺害され、アリバイのないマイケルは逮捕されてしまう。彼は裁判の途中で逃走し、真犯人を捜しはじめる。

## キャスト
| 役名                               | 俳優                   | 日本語吹替 |
| ---------------------------------- | ---------------------- | ---------- |
| エルザ・"ロザリー"・バニスター     | リタ・ヘイワース       | 坪井木の実 |
| マイケル・オハラ                   | オーソン・ウェルズ     | 平田広明   |
| アーサー・バニスター（エルザの夫） | エヴェレット・スローン | 佐々木梅治 |
| ジョージ・グリズビー               | グレン・アンダース     | 緒方賢一   |
| シドニー・ブルーム                 | テッド・デ・コルシア   | 長克巳     |

## スタッフ
- 監督/製作：オーソン・ウェルズ
- 製作総指揮：ハリー・コーン（ノンクレジット）
- 脚色：オーソン・ウェルズ、ウィリアム・キャッスル（ノンクレジット）、チャールズ・レデラー（ノンクレジット）、フレッチャー・マークル（ノンクレジット）
- 音楽監督：モリス・ストロフ
- 作曲：ハインツ・ロームヘルド
- 撮影：チャールズ・ロートン・ジュニア、ルドルフ・マテ（ノンクレジット）、ジョゼフ・ウォーカー（ノンクレジット）
- 編集：ヴァイオラ・ローレンス
- 美術：スタージェス・カーン、スティーヴン・グーソン
- 装置：ウィルバー・メネフィー、ハーマン・N・シェーンブラン
- 衣裳：ジャン・ルイ